# Bà già ăn thịt người
Bà già ăn thịt người, hay Bà già áo đỏ là một truyền thuyết đô thị phổ biến tại các tỉnh miền Tây, Tây Nguyên và miền Trung Việt Nam dưới hình thức truyền miệng, từng báo cáo xuất hiện ở nhiều nơi trong năm 2005. Người này thường được mô tả là một con ma lai chuyên đi ăn thịt trẻ em. Năm 2025, hình tượng bà già ăn thịt người đã được đưa lên màn ảnh rộng thông qua bộ phim Út Lan: Oán linh giữ của.

## Những lần xuất hiện được ghi nhận

### Miền Tây

#### Sóc Trăng
Từ tháng 3 năm 2005, đã xuất hiện tin đồn về một cậu bé "người rồng" ở xã Đại Tâm, huyện Mỹ Xuyên, Sóc Trăng. Qua nhiều lời truyền miệng, cậu được mô tả là khắp thân "mọc sừng mọc vảy, mắt đỏ hoe không có tròng đen, trên đầu mọc hai sừng, miệng há ra giống hệt miệng rồng". Câu chuyện này nhanh chóng bị chính quyền địa phương bác bỏ, xác nhận "người rồng" thực chất là một bé trai bị chẩn đoán mắc bệnh viêm phổi nặng; vảy cá bẩm sinh; đa dị tật. Khi câu chuyện này dần lắng xuống, đến ngày 1, 2 tháng 4 năm 2005 tiếp tục bùng nổ tin đồn về một người đàn bà từ tận Cà Mau lên, muốn được ăn thịt "người rồng". Nhưng vì "người rồng" đã được đưa về Thành phố Hồ Chí Minh (TPHCM) điều trị nên "mụ" về thị xã Sóc Trăng tìm những đứa trẻ khác để ăn thịt. Trong đó, "món ăn khoái khẩu" của người đàn bà là "ruột và bộ đồ lòng".
Sau khi tin đồn lan truyền, nhiều gia đình vùng ven thị xã bắt đầu cảnh giác, khóa trái cửa mỗi chập tối vì sợ "ma lai" tới bắt trẻ con để ăn thịt. Có người khuyên hàng xóm treo nhánh xương rồng trước cửa nhà để dọa "mụ" đàn bà đi. Đến ngày 3 tháng 4 năm 2005, có tin công an ở phường 1, thị xã Sóc Trăng đã bắt được bà già ăn thịt người. Đông đảo người dân nhanh chóng tụ tập trước trụ sở công an phường để hóng tin và gây tắc nghẽn giao thông cục bộ.  Công an phải ra mặt trấn an và cho người đại diện dân chúng vào kiểm tra trong đồn. Khi người này đã xác nhận không có bà già, nhiều người khác vẫn không tin và còn ở lại quanh đoạn đường đồn công an cho tới rạng sáng ngày 4 tháng 4. Sau vụ việc này, phó Chủ tịch Ủy ban nhân dân thị xã Lê Minh Thượng đã lên tiếng trên truyền hình tỉnh Sóc Trăng để phủ nhận tin đồn. Công an Sóc Trăng cũng cho biết sẽ điều tra nguồn gốc của tin đồn này.
Cuối tháng 4 cùng năm, thượng tá Nguyễn Văn Hiệp, phó Thủ trưởng cơ quan Cảnh sát điều tra Công an tỉnh Sóc Trăng cho biết đã làm rõ nguồn tin xuất phát từ phường 4, thị xã Sóc Trăng và khẳng định "không hề có sự việc người đàn bà ăn thịt trẻ em xảy ra ở Sóc Trăng và cũng không có đứa trẻ nào bị giết bởi người đàn bà như lời đồn đại vừa qua".

#### Cần Thơ, Hậu Giang
Câu chuyện tiếp tục lan đến huyện Phụng Hiệp, tỉnh Hậu Giang, trong đó nói rằng bà già xuất hiện với bộ áo quần đỏ rực, che kín mặt bằng chiếc khẩu trang đỏ. Có nơi nói bà chuyên rình rập ở các trường mầm non, tiểu học để bắt trẻ em ăn thịt. Vào trung tuần tháng 4 năm 2005, người dân ở Cần Thơ bắt đầu loan tin về một con "ma lai" ăn thịt trẻ con bị cảnh sát 113 bắt khi "di cư" từ Sóc Trăng về ẩn náu tại chùa Hưng Thọ Tự, ở phường Long Tuyền, quận Bình Thủy. Nhưng khi về tới đồn thì ma nữ đã thoát khỏi chiếc còng tay và biến mất. Nhiều dị bản của tin đồn lan truyền khiến vô số phụ huynh ở thành phố phải cho con em mình nghỉ học hoặc sơ tán đi nơi khác lánh nạn. Các cán bộ, công chức trong thành phố cũng tham gia thêu dệt câu chuyện xoay quanh sự việc.
Nhiều người dân Cần Thơ đều thống nhất rằng đây là một người đàn bà ở Sóc Trăng. Có nguồn nói người này vừa mới sinh con đã bảo chồng đi mua tim, gan heo; khi chồng rời đi thì ở nhà moi bụng con mình để lấy gan và tim ăn. "Chưa đã thèm", người đàn bà tiếp tục tìm đến xã Đại Tâm, Sóc Trăng để ăn thịt "thái tử rồng" nhưng vì "thái tử rồng" đã xuống TPHCM nên bà ta giận và đi tìm những đứa trẻ khác. Khi dừng chân ở chùa Hưng Thọ Tự, bà ta đã bóp cổ một chú tiểu và định ăn thịt thì bị công an "tóm". Nguồn khác thì nói do đứa con mới sinh ra đã chết, người đàn bà quá buồn bỏ nhà ra đi. Trong lúc lang thang ngoài đường, vì gặp một số học sinh tiểu học ở Sóc Trăng đi ngang qua chọc phá, người đàn bà rượt theo và moi bụng một em học sinh, sau đó bỏ trốn lên Cần Thơ.
Theo lời của phó công an phường Long Tuyền, trên thực tế ngày 16 tháng 4 đã có một người phụ nữ lạ mặt bước vào chùa Hưng Thọ Tự tắm, sau đó xuống bếp tranh việc với người làm công quả của chùa (người này bị tâm thần). Trong lúc giằng co, người phụ nữ liếm vào cổ người làm công, khiến đối phương sợ hãi và hô hoán rằng có ma lai muốn moi tim mình. Dân địa phương lập tức vây kín cổng chùa để xem mặt mũi của ma lai, kéo dài đến chiều ngày 18 tháng 4. Công an phường đã xuống tận nơi và xác nhận người phụ nữ bị tâm thần nặng, sau đó đưa vào điều trị tại một trại tâm thần ở thành phố. Tin đồn người đàn bà ăn thịt người theo đó dần lắng xuống sau lời trấn an của các cơ quan địa phương.

#### Kiên Giang
Vào trưa ngày 20 tháng 4 năm 2005 tại trường trung học cơ sở (THCS) Mỹ Hưng, xã Mỹ Lâm, huyện Hòn Đất, tỉnh Kiên Giang, khi chưa đến giờ vào lớp đã có một phụ nữ trạc 30 tuổi bước vào lớp 2/3 nói với học sinh về việc trong nhà vệ sinh có 2 xác chết nữ và một bà già đang ngồi xé thịt ăn, "máu ra nhiều lắm". Nhiều học sinh đi xem nhưng do sợ nên chưa đến gần đã vội tháo chạy và la lên thất thanh. Tiếng hét tạo nên phản ứng dây chuyền, kéo những người còn lại chạy theo tán loạn. Khoảng 15 phút sau khi người phụ nữ kia vào trường, tất cả 10 lớp học trên 300 em hoảng loạn chạy khỏi cổng. Đa số học sinh khối 4, 5 biết đường đi về nhà, một số em chạy vào nhà dân trốn. Riêng học sinh Võ Văn Đường lớp 1 trong quá trình chạy đã bị ngã xuống đường gãy tay. Hàng trăm phụ huynh lúc này cũng đến trường để xem thực hư, khiến giao thông trên tuyến Quốc lộ 80 tắc nghẽn hàng giờ đồng hồ. Hiệu phó trường đã bắc loa kêu gọi phụ huynh đưa con mình trở về trường và nhấn mạnh đây là "tin đồn nhảm nhí", song chỉ có số ít quay lại.
Khoảng 5, 6 ngày trước đó, tại các địa phương xã Thổ Sơn, Bình Giang, Sơn Kiên, thị trấn Sóc Sơn, thị trấn Hòn Đất ở Kiên Giang cũng đã có tin đồn về bà già ăn thịt người. Phụ huynh các xã vùng sâu vùng xa khi nghe tin đã trực tiếp đến tận trường để xin thầy cô cho con mình nghỉ học một thời gian. Tại trường tiểu học Sóc Sơn 1 ở thị trấn Sóc Sơn, do lo sợ về bà già ăn thịt sẽ xuất hiện nên nhiều học sinh đã trốn học, nghỉ tiết trên lớp. Sau sự kiện ở trường Mỹ Hưng, công an xã Mỹ Lâm đã triệu tập Nguyễn Thị Nga, ngụ tại ấp Tân Hưng để lấy thông tin. Cô khai nhận nghe câu chuyện từ Nguyễn Văn Nơ ở ấp Phước Thạnh trong lúc đang chờ đón con ngoài trường. Do "thấy sợ quá" nên Nga đi vào tận lớp 2/3 nơi con mình đang học và nói lại cho các em cùng nghe để "tránh". Nơ cũng được mời lên, nhưng cho biết chỉ nghe người khác đồn lại. Nguyễn Thị Nga được miễn truy cứu trách nhiệm hình sự do đã tự nguyện nhận lỗi trước chính quyền và người dân.

#### Cà Mau
Tại Cà Mau, tin đồn về bà già ăn thịt người ở Sóc Trăng ngay khi xuất hiện đã khiến nhiều học sinh tiểu học lo sợ, nghỉ học. Đến khoảng giữa tháng 5 năm 2005, công an Phường 8, thành phố Cà Mau đã bắt giữ Đinh Văn Châu, ngụ xã Tân Lộc, huyện Thới Bình vì hành vi "tung nhiều tin đồn nhảm, tác động xấu đến an ninh trật tự xã hội và đời sống nhân dân địa phương". Châu bị cáo buộc đã sao in một trang báo của Tạp chí An Ninh nói về tin đồn bà già áo đỏ ra nhiều bản nhưng cố ý cắt ghép theo hướng sai lệch, sau đó đem đi rao bán tại chợ Phường 8 rằng: "Báo mới vừa đăng vụ ma lai ăn thịt người ở Sóc Trăng". Nhiều người hiếu kỳ được cho là đã bỏ tiền ra mua xem các bản in với giá 1.000 đồng một bản và truyền miệng cho những người khác.

#### Long An
Trung tuần tháng 5 năm 2005, tại khu công nghiệp huyện Bến Lức nổi lên tin đồn "bà già có răng nanh ăn thịt người" đến xin làm việc tại công ty Ching Lul ở khu phố 8 thị trấn Bến Lức. Do bị từ chối, ban đêm bà già thường mai phục chỗ vắng để bắt cóc phụ nữ ăn thịt. Có tin rằng một người nọ mất tích buổi tối, khi tìm thấy chỉ còn bộ xương trắng núp trong lùm cây. Có người khẳng định đã nhìn thấy bà già đang ôm một cháu bé thì gặp nhóm người đi tới. Bà ta quăng đứa trẻ và chạy vào khu vườn cây gần bờ sông Vàm Cỏ Đông. Sự lan truyền của tin đồn đã gây hoang mang dư luận xã hội ở Long An,   khiến nhiều học sinh trong vùng nghỉ học, phụ nữ ban đêm khóa chặt cửa, công nhân nữ đi ca muộn phải gọi theo đàn ông. Nhiều chi tiết khác được bổ sung vào, mô tả bà già ban ngày sinh hoạt ăn uống bình thường, khi đêm tới liền biến thành "ma quái bay được lên không trung, chọn ăn thịt phụ nữ tuổi còn nhỏ chưa chồng, có nhan sắc, mặc áo đỏ và có trường hợp chết chỉ mất trái tim". Trả lời với phóng viên báo Thanh Niên, một nhân viên bảo vệ của công ty Ching Lul đã xác nhận không có ai giống như những miêu tả trên từng đến xin việc và cho rằng đây chỉ là "tin đồn bậy".

### Tây Nguyên, Miền Trung
Từ tháng 9 đến tháng 11 năm 2005, tin đồn về bà già ăn thịt người một lần nữa xuất hiện ở một số vùng Tây Nguyên, sau đó đồng loạt lan sang các tỉnh miền Trung, với nhiều phiên bản có điểm tương đồng với câu chuyện đã từng lan truyền ở miền Tây Việt Nam.

#### Quảng Nam, Huế, Quảng Trị
Đầu tháng 10 năm 2005 dần rộ tin đồn về người đàn bà ăn thịt người ở Gia Lai hoặc Kon Tum đi ngược lên Quảng Nam tìm trẻ em ăn thịt. Theo đó, người đàn bà sau khi chết đã bị một con mèo đen nhảy qua xác và sống lại, nằng nặc đòi ăn tim, gan. Người chồng tức tốc ra chợ mua tim, gan lợn làm cho vợ ăn, nhưng khi về đến nhà thì thấy người này giết chết hai con nhỏ và moi tim, gan ăn. Người chồng đã báo công an đến và bắn 6 phát súng nhưng người đàn bà vẫn không chết, sau đó thì bỏ chạy, tìm về các trường học để ăn thịt học sinh. Do có miêu tả về nhân vật là "rất thích màu đỏ" nên đã khiến học sinh tại nhiều trường tiểu học và THCS không dám đeo khăn quàng đỏ tới trường vì sợ sẽ bị "ăn thịt". Từ Quảng Nam, tin đồn tiếp tục lan tới thành phố Huế và tới Đông Hà, Quảng Trị trong hai ngày 23 và 24 tháng 10. Theo tờ Công an nhân dân, câu chuyện trên thực chất bắt nguồn từ bài báo "Sự thật về bà già ăn thịt người" ở Gia Lai đăng trên báo Thiếu niên Tiền phong ngày 14 tháng 9 năm 2005. Nhiều người vì chỉ đọc qua dòng tít báo dẫn tới việc lan truyền thông tin sai tới nhiều nơi khác, gây xôn xao dư luận. Lãnh đạo trường, ban phụ huynh các trường cùng cơ quan địa phương ở các tỉnh sau đó đã bác bỏ tin đồn và tiến hành trấn an học sinh.

#### Đà Nẵng
Khoảng giữa tháng 10 đến tháng 11 năm 2005, trên địa bàn Đà Nẵng nổi lên tin đồn một người đàn bà thường canh trước cổng trường để bắt trẻ con ăn thịt, khiến nhiều em học sinh các trường tiểu học và trung học cơ sở ở quận nghỉ học không đến trường, không đeo khăn quàng đỏ. Nhiều học sinh đã liên tục gọi điện tới tổng đài 108 Bưu điện Đà Nẵng để hỏi về tin đồn "bà già ăn thịt người". Đỉnh điểm vào ngày 27 tháng 10, một bà cụ khi đến dọn vệ sinh tại trường THCS đã bị học sinh ném đá túi bụi vì cho rằng bà là bà già ăn thịt người. Sau khi xảy ra sự việc, ban giám hiệu nhà trường đã kịp thời can thiệp. Lãnh đạo công an Đà Nẵng sau đó lên tiếng phủ nhận tin đồn, đồng thời có văn bản gửi Sở Giáo dục Đào tạo thành phố để thông báo rộng rãi đến các trường nhằm trấn an tâm lý học sinh. Đây là một trong những lần cuối cùng tin đồn về bà già ăn thịt người được ghi nhận trên báo chí.

## Trong văn hóa đại chúng
Câu chuyện về bà già áo đỏ đã truyền cảm hứng cho tạo hình của nhân vật "Ma giữ của" trong bộ phim điện ảnh Út Lan: Oán linh giữ của, ra mắt năm 2025. Nhân vật này có bề ngoài là bà già lưng gù, di chuyển chậm chạp nhưng ẩn sâu bên trong là một con ma kì dị đội lốt người. Tạo hình được kỳ vọng sẽ "khơi gợi cảm giác vừa quen thuộc vừa bất an cho người xem" thông qua những tin đồn có thật ngoài đời.